# Lymantria nephrographa
Lymantria nephrographa este o specie de molii din genul Lymantria, familia Lymantriidae, descrisă de Turner 1915 Conform Catalogue of Life specia Lymantria nephrographa nu are subspecii cunoscute.

## Galerie

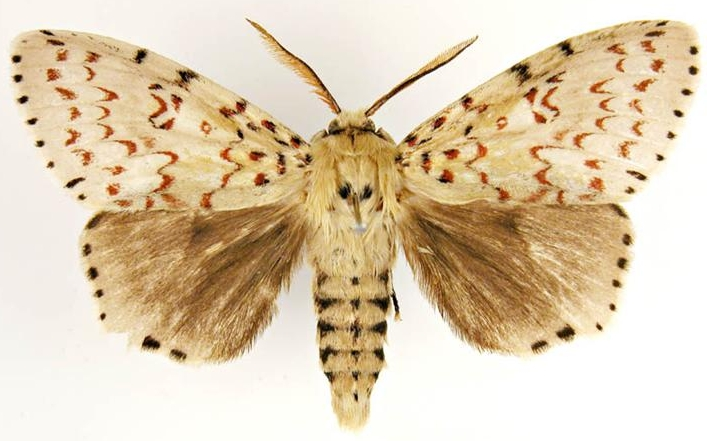
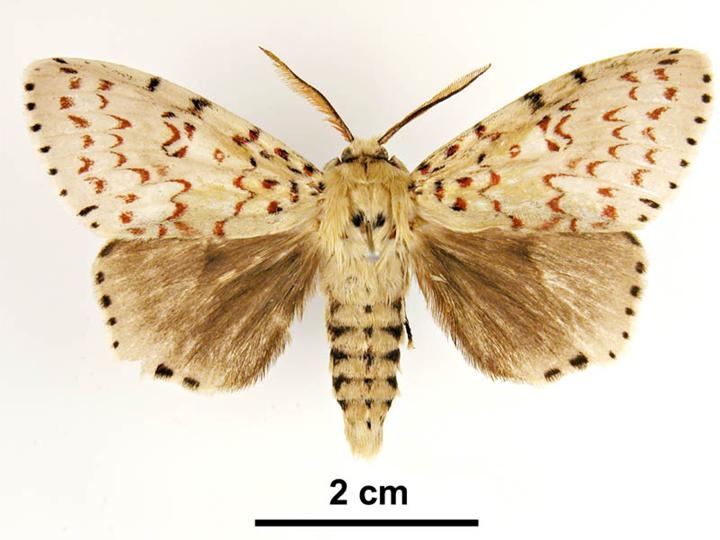